# Sant Pere de Casserres (Casserres)
|  | No s'ha de confondre amb Monestir de Sant Pere de Casserres. |

Sant Pere de Casserres és una església romànica enrunada documentada des de l'any 889 a Casserres, al Berguedà. Va ser un priorat benedictí que depenia del monestir de Sant Serni de Tavèrnoles. L'indret de Casserres es troba documentat el 798, quan Lluís el Pietós va ordenar l'ordenació del territori entre els castells de Casserres, Osona i Cardona. A l'indret de l'església s'han fet diverses excavacions arqueològiques.

## Descripció
L'església, formada per nau rectangular i capçada a l'est per un creuer on hi havia quatre pilars per suportar un cimbori. L'absis és quadrat, i per construir-lo es va aprofitar un edifici anterior destinat al culte i relacionat amb una vil·la romana. L'església tenia les dependències monacals adossades al sud, també construïdes sobre estructures anteriors.

## Història
El primer document que esmenta l'església és el que testimonia la venda d'una vinya. Un altre document del 1009 esmenta que el vicari Guifré i la seva esposa van donar un alou que també delimitava amb Sant Pere de Casserres. El 1040 va figurar al testament de Guillem Ramon de Torrecilla, i l'abat Guillem de sant Serni el va permutar per un alou a Sanavastre, i va passar a dependre de la Vall de Valira.
Formava part del priorat creat des del monestir de Sant Serni al segle XI i que el 1212 ja no tenia comunitat. Si bé el 1474 encara s'esmenta la casa com a priorat, no va ser fins el 2005 quan es van trobar les restes tardonromanes mentre es feien obres a la carretera.
Les restes localitzades en les excavacions abasten el període entre el segle V i el XVIII. En concret, s'observen quatre cronologies diferents, la del domini visigòtic medieval (401-715), la de la Catalunya vella sotmesa als Carolingis (800-988), la dels Comtes de Barcelona (988-1150) i la moderna (1453-1789).